# Elling
 For alternative betydninger, se Elling (flertydig). (Se også artikler, som begynder med Elling)
Elling er en by i Vendsyssel med 1.117 indbyggere  (2024), beliggende 3 km sydvest for Strandby, 35 km syd for Skagen, 33 km øst for Hjørring og 7 km nordvest for Frederikshavn. Byen hører til Frederikshavn Kommune og ligger i Region Nordjylland.
Elling hører til Elling Sogn. Elling Kirke findes i den sydlige del af byen. Byen Strandby med Strandby Kirke ligger også i Elling Sogn.

## Elling Å
Elling Å løber syd om byen, og Ellingåskibet er fundet nær ved byen. I 1968 blev det udgravet, konserveret og udstillet på Bangsbo Museum i Frederikshavn. Skibet er dateret til år 1163, og fundet tyder på at åen i middelalderen har været sejlbar op til Elling by og er brugt som naturhavn.
Elling Å gik over sine bredder og byen blev ramt af omfattende oversvømmelse 15. og 16. oktober 2014, hvor det østlige Vendsyssel fik kraftigt og vedvarende regnvejr med op til 148 mm på to døgn.
Efter oversvømmelsen blev der lagt planer for at forhindre en gentagelse. I august 2016 begyndte man at bygge et dige på flere hundrede meter langs åens nordside. I diget er indbygget en-vejs ventiler, så regnvand kan løbe i åen, men vand fra åen ikke kan sive den modsatte vej. 6 steder er der i åen bygget spjæld, der kan lede vandet ind i nye vandbassiner, og fra to pumpesteder kan vandet herfra pumpes tilbage i åen på et passende tidspunkt.
Diget ville først være færdigt i december 2016, men blev sat på prøve af et kraftigt regnvejr allerede i starten af november. Med en stor indsats af beredskabsfolk og pumpemateriel lukkedes det at undgå en ny oversvømmelse. Ejeren af Mariendal Mølle blev også en del af beredskabet ved at åbne eller lukke møllens stemmeværk efter behov. Det største problem var at åens underføring under Skagensvej, som er hovedlandevej under Vejdirektoratet, havde for ringe kapacitet, men her lovede transportministeren en hurtig løsning i starten af 2017.

## Faciliteter
- Elling Skole fra 1988 blev lukket i juni 2015, hvorefter dens 90 elever skulle fortsætte i Strandby Skole. Elling fik til gengæld en daginstitution til 150 børn i skolebygningen.[6] Efter ombygning blev Andedammen i Elling, Strandby Børnehave og Børnehaven Havblik i Strandby samlet i Børnehuset Molevitten, som i 2016 også fik vuggestuepladser.[7]
- Bannerslundhallen ligger ved siden af Molevitten i den nordlige ende af byen, hvor der også er et supermarked.
- Strandby-Elling-Nielstrup Idrætsforening (SEIF) tilbyder fodbold, håndbold, floorball, badminton, tennis, svømning og gymnastik.[8]
- Frederikshavn Produktionsskole har sine 8 værksteder og øvrige faciliteter fordelt på to ejendomme i Elling.[9] Den på Tuenvej er den gamle skole fra 1937.[10]
- Elling har en tømmerhandel og flere specialforretninger.

## Historie

### Mariendal Elektricitetsværk
På møllehuset står der "Mariendal Mølle 1847", men her har tidligere været vandmølle, som nævnes i matriklen fra 1622. I 1922 kom den unge elektriker Carl Christian Nielsen til Elling for at se på muligheden for at udnytte vandkraften i Elling å. Han fik tegnet 30 forbrugere i Ribberholt, 35 i Elling og 33 i Strandby med i alt 1200 lampesteder, og i 1923 begyndte Mariendal Elektricitetsværk at levere jævnstrøm. I 1948 havde værket 520 forbrugere med 6.700 lampesteder. Efter krigen blev jævnstrøm afløst af vekselstrøm, og i 1960'erne stoppede strømproduktionen.

### Stationsbyen
Ved åbningen af Skagensbanen i 1890 fik Elling et standsningssted, i starten kun med en ventesal af træ. I 1900 blev der opført en stationsbygning.
I 1901 beskrives Elling således: "Elling, ved Aaen, med Kirke, Præstegd., Skole, Fattiggaard (i Stabækgde., opr. 1880, Pl. for 35 Lemmer), Mølle og
Jærnbanehpl."
Elling Station blev nedlagt i 1924, da Skagensbanens spor blev ombygget fra smalspor til normalspor, og linjeføringen mellem Frederikshavn og Jerup samtidig blev forlagt mod øst, så banen betjente Strandby i stedet for Elling. Det var under opførelsen af den nye jernbanebro over Elling Å, man i 1922 fandt Ellingåskibet. Den gamle jernbanebro blev flyttet til Mariendal Mølle, hvor den fører Mariendalsvej over Elling Å. Hvor Mariendalsvej krydser Vendsysselbanen 2 km sydvest for byen, fik Elling fra 1929 til 1955 et trinbræt til gengæld for den mistede station på Skagensbanen.
100 m af den gamle banedæmning kan stadig ses mellem Elling Tømmerhandel og Elling Å, hvor jernbanebroens sydlige brofæste kan ses. Stationsbygningen er bevaret på Kingosvej 1.

## Kendte personer
- Mogens Damm (1948-), lektor, byrådspolitiker 1987-2002, bl.a. som kulturudvalgsformand. Årets Elling 2024.
- Connie Nielsen (1965-), skuespillerinde, boede i Elling fra sit 10. til 18. år
- Lotte Kiærskou (1975-), håndboldspiller og lærer